# 达恩·科埃
达恩·科埃（羅馬尼亞語：Dan Coe，1941年9月8日—1981年10月19日），罗马尼亚男子足球运动员，司职后卫。他曾代表罗马尼亚国家队参加1970年国际足联世界杯，结果队伍止步小组赛阶段。他也曾参加1964年夏季奥运会。